# مرد نامرئی (ترانه کوئین)
«مرد نامرئی» (به انگلیسی: The Invisible Man) تک‌آهنگی از کوئین است که در سال ۱۹۸۹ میلادی منتشر شد.